# Diadegma curvicaudis
Diadegma curvicaudis là một loài tò vò trong họ Ichneumonidae.